# بورتاداون
بورتاداون هو نادي كرة قدم في أيرلندا الشمالية تأسس في 1887. يلعب في دوري أيرلندا الشمالية الممتاز.